# Château Broustet

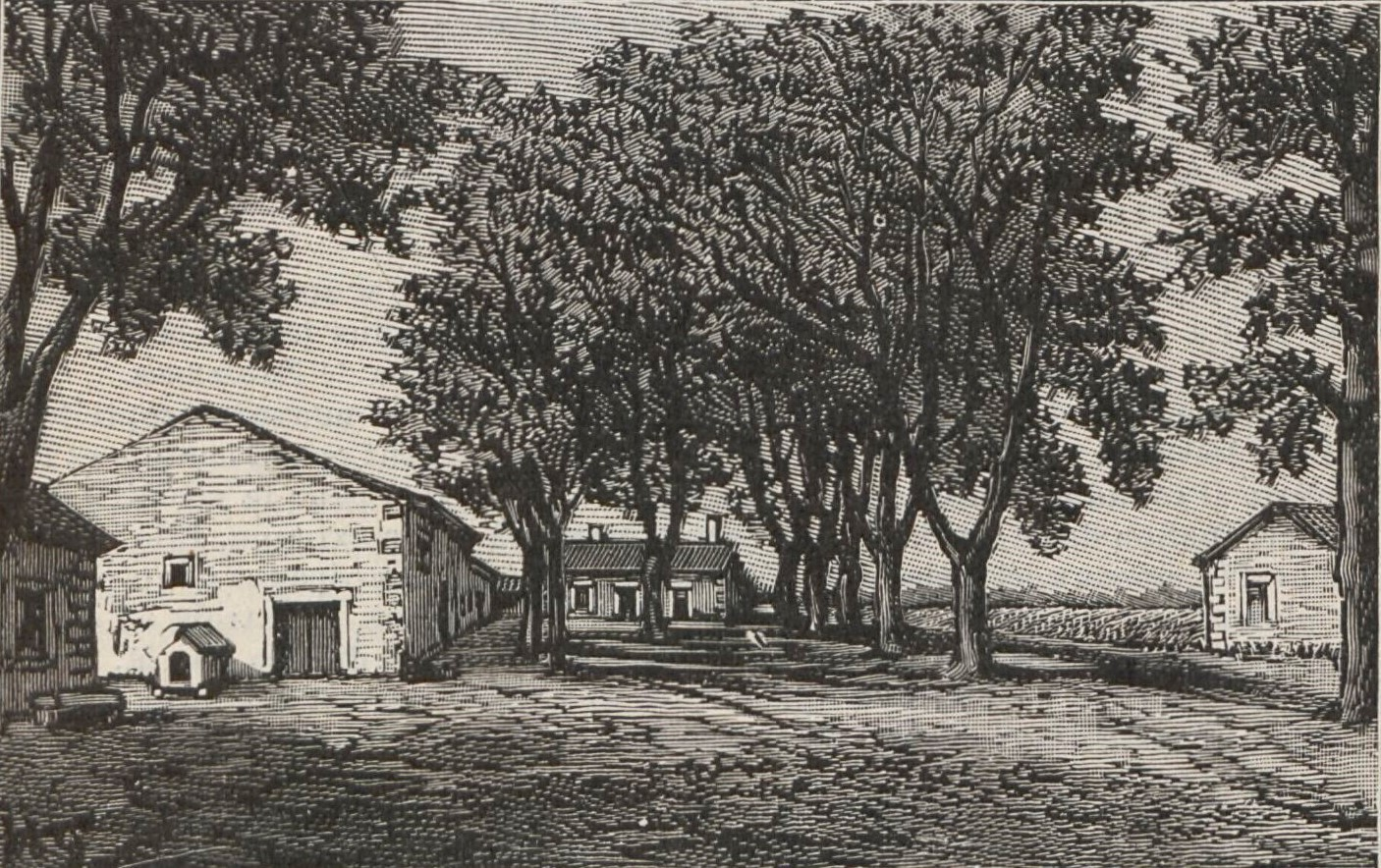
Château Broustet im Jahr 1908

Das Weingut Château Broustet liegt nahe der Departementstraße D118 in direkter Nähe zur Gemeinde Barsac im Département Gironde in der Region Aquitanien in Frankreich. Der Bahnhof der Gemeinde Barsac liegt ca. 200 m vom Weingut entfernt. Die Weingüter Coutet, Myrat, Nairac und Suau liegen in unmittelbarer Nachbarschaft. Broustet wurde bei der Bordeaux-Klassifizierung im Jahre 1855 als „Deuxième Cru Classé“ klassifiziert. Auf 17,3 Hektar Rebfläche werden 75 % Semillion, 15 % Sauvignon Blanc und 10 % Muscadelle angebaut und anderthalb bis zwei Jahre in zu 100 % neuen Eichenfässern ausgebaut. Die Rebflächen verteilen sich auf 2 Parzellen mit lehmig-kalkhaltigem Boden und Kies-Sandboden.
Angestrebt wird ein für den Bereich Barsac und Sauternes typischer edelsüßer Wein mit langer Lagerfähigkeit. Der Zweitwein wird unter dem Namen Les Charmes du Château Broustet vermarktet. Das Weingut ist Mitglied der 1973 gegründeten Union des Grands Crus de Bordeaux.

## Geschichte
Erster namentlich bekannter Besitzer von Broustet war Bernard Capdeville. Im Jahr 1837 erwarb er Château Nairac. Beide Güter firmierten unter dem Namen Broustet-Nérac und wurden im Jahr 1855 unter diesem Namen klassifiziert. Nach dem Tod von Capdeville erbten seine beiden Töchter das Gut. Eine der beiden Töchter war mit Henri Jean Louis Frédéric Möller (1818–?) vom Château de Myrat verheiratet und erhielt das heutige Château Broustet. Ihre Schwester Georgina erhielt das heutige Château Nairac.
Nach dem Tod von Herrn Möller leitete seine Witwe Broustet und Myrat und vermarktete die Weine der beiden Güter unter dem gemeinsamen Namen Myrat-Broustet. Nach dem Befall der Rebflächen durch die Reblaus verpachtete die Witwe Möller Broustet zunächst ab dem Jahr 1885 und verkaufte es 1898 schließlich an Gabriel Supau. Der Küfer Supau war in erster Linie an der unmittelbaren Nähe des Anwesens zum Bahnhof interessiert. Laut eines Eintrags in den Archiven der Handelskammer von Bordeaux sei die heute bekannte Form des Barrique von Supau entwickelt worden.
Supau vernachlässigte das Weingut während einiger Jahre und pflanzte erst im Jahr 1900 neue Weinstöcke. Der erste abgefüllte Jahrgang im 20. Jahrhundert war 1905. Nach dem Ersten Weltkrieg erbte André Supau das Weingut. Seine Schwester Henriette, die mit André Fournier verheiratet war, kaufte Broustet in den 1930er Jahren. Die Familie Fournier vergrößerte das Weingut um 2 Hektar und ab 1972 wurde Broustet von Eric Fournier geleitet. Eric leitete zeitgleich die Geschicke von Château Canon in Saint Emilion. Im Jahr 1984 wurde der Weinkeller von Broustet renoviert aber bereits 1992 musste sich die Familie Fournier aufgrund von Erbstreitigkeiten von Broustet trennen. Käufer war Didier Laulan. Am 30. September 2010 wurde Broustet auf Initiative der Banken von Laulan an die Investment Gruppe Taillan zwangsversteigert. Die Taillan-Gruppe fasst die eigenen Weingüter unter dem Namen Vignobles de Terroir zusammen. Zu dieser Gruppe gehören unter anderem Gruaud-Larose, Château Chasse-Spleen und Château Haut-Bages-Libéral.
In der Nacht vom 15. auf den 16. Dezember 2024 wurde ein ca. 100 m² großer Teil des Weinkellers Raub der Flammen. Da in diesem Bereich praktisch keine Weine mehr gelagert waren, hielt sich der materielle Schaden in Grenzen.